# Поршень

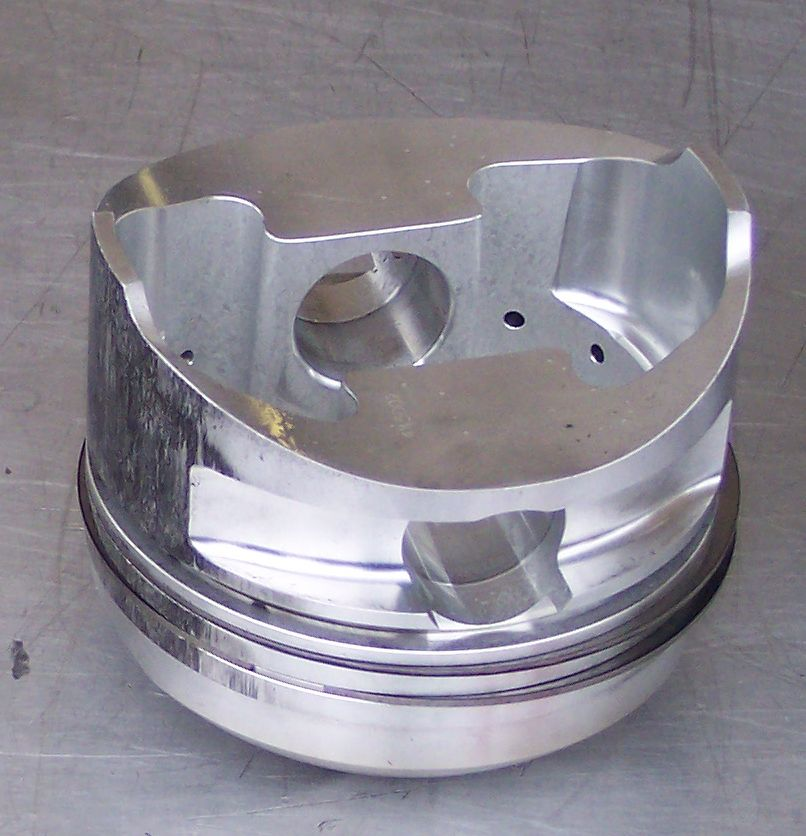
Поршень быстроходного бензинового двигателя

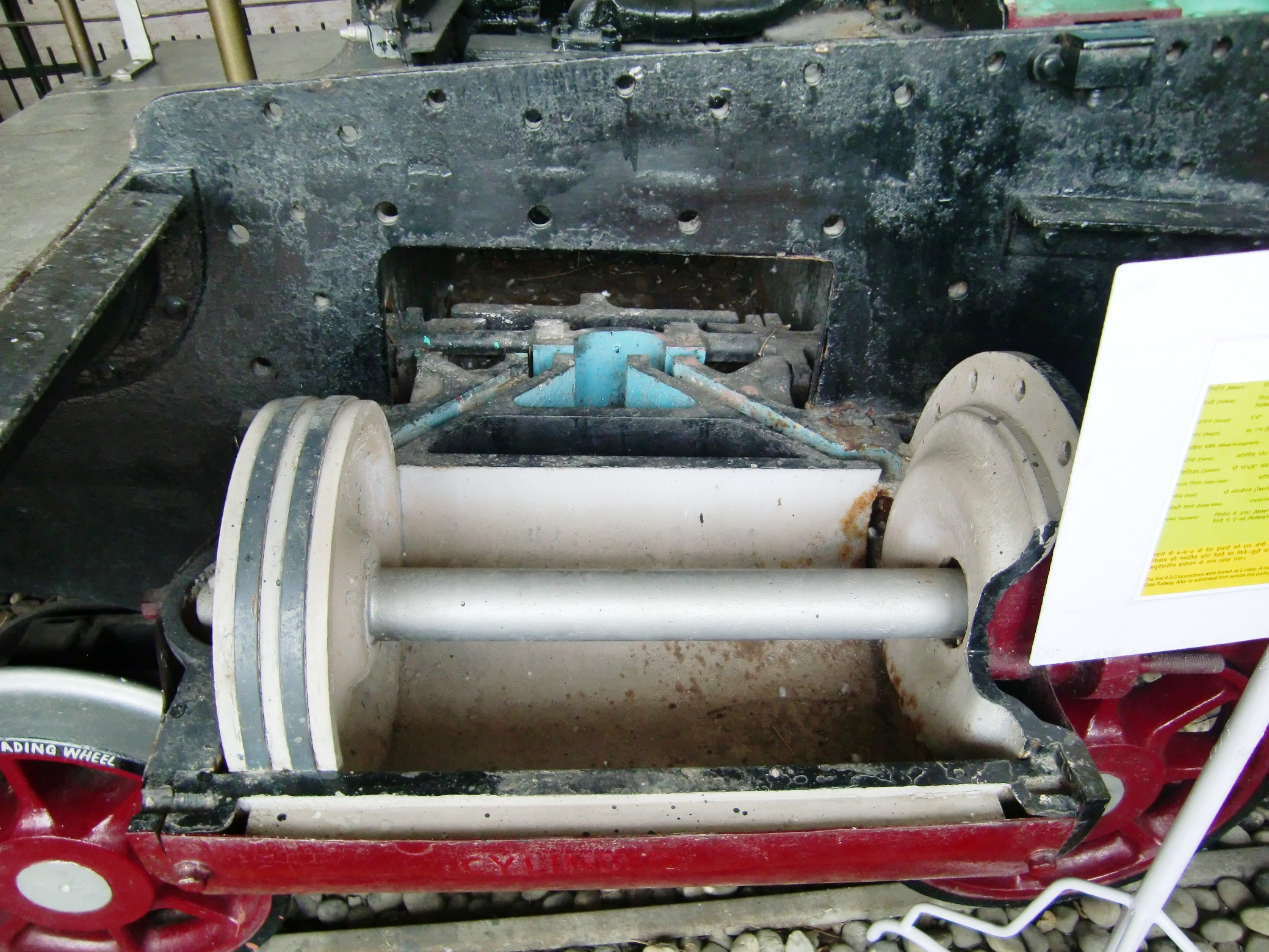
Поршень паровой машины

По́ршень — подвижная деталь поршневых машин (паровых машин, насосов, компрессоров и поршневых двигателей внутреннего сгорания), перекрывающая поперечное сечение её цилиндра и перемещающаяся вдоль его оси. В двигателях, силовых цилиндрах и прессах поршень передаёт давление рабочего тела (газа или жидкости) движущимся частям; в некоторых типах двигателей поршень выполняет также и газораспределительные функции. В насосах и компрессорах приводимый в возвратно-поступательное движение поршень производит засасывание, сжатие и подачу жидкости или газа. Поршень является одной из главных функциональных деталей таких устройств, причём подвергающейся высокой нагрузке и в значительной степени определяющей их ресурс, экономические, экологические, и массогабаритные показатели.

## Устройство поршня
Поршень тронкового двигателя или компрессора имеет три части, выполняющие свои функции:
- днище (воспринимает газовые силы и тепловую нагрузку);
- уплотняющая часть (препятствует прорыву газов, передаёт большую часть тепла от поршня цилиндру);
- направляющая часть (тронк) — передаёт боковую силу на стенку цилиндра, поддерживает положение поршня.

Головкой поршня называют днище заодно с уплотняющей частью. Для передачи усилия от поршня может использоваться шток в крейцкопфных двигателях, либо шатун, соединяемый с поршнем посредством поршневого пальца. Другие варианты соединения (СПГГ, шайбовые) используют редко. Кроме тронка или крейцкопфа, боковые усилия может воспринимать и шток.
В крейцкопфных двигателях могут применяться двусторонние поршни. Такой поршень имеет два днища, и тепловой режим его более напряжённый. Но в случае использования подпоршневого пространства как продувочного насоса тепловая напряжённость не возрастает. Теплонапряжённость растёт в двухтактных двигателях, особенно при использовании поршня как золотника выпуска.
Поршневой палец, при его наличии (тронковые поршни), всегда стальной, ограничен в перемещении в бобышках стопорными кольцами или пластиковыми упорами (Mercedes), либо его положение определено запрессовкой в шатуне (ранние модели ВАЗ). Чаще всего применяют пустотелый плавающий палец со стопорными кольцами, наружный диаметр которого цементован или хромирован.

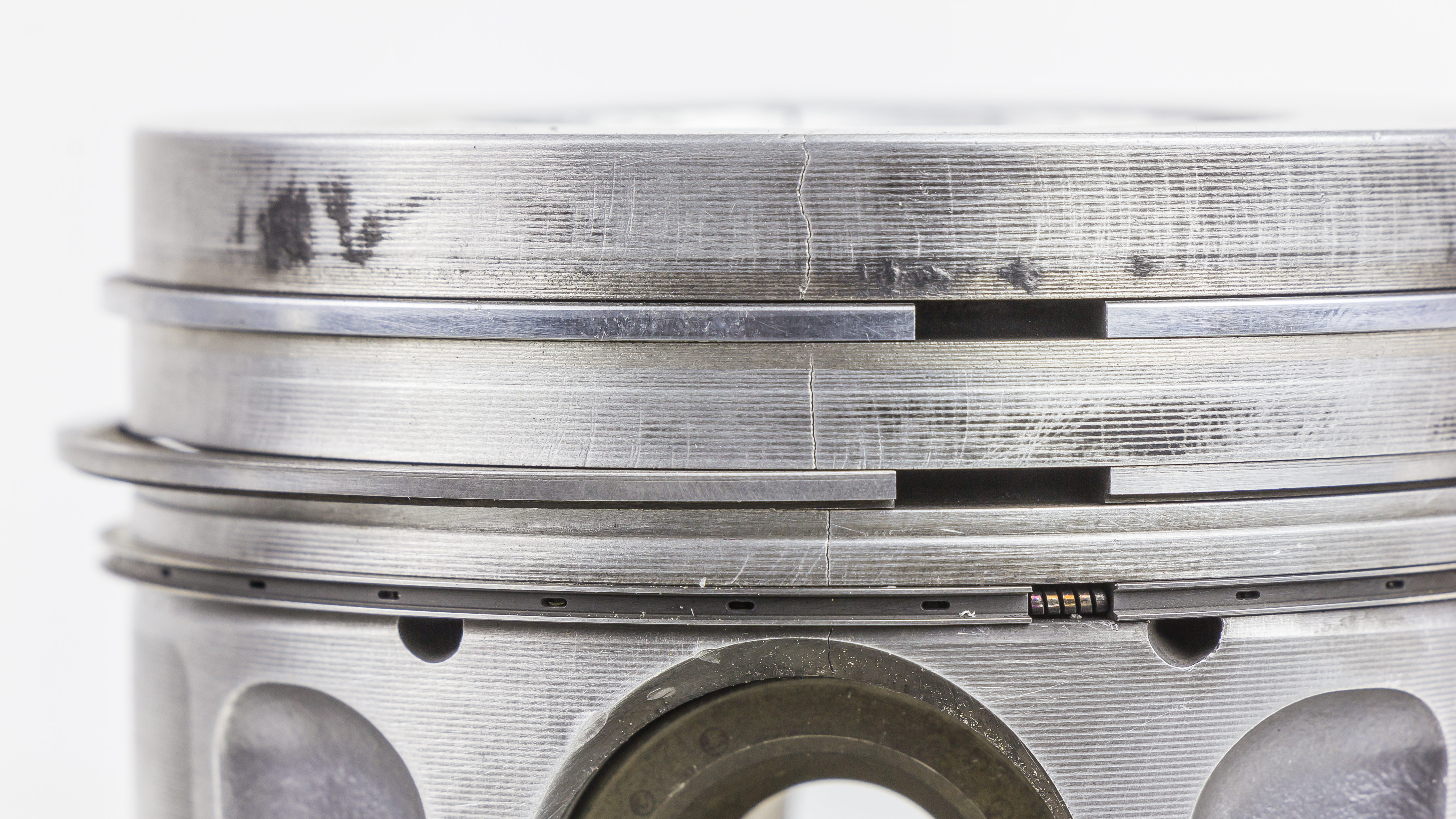
Поршень дизельного двигателя с кольцами, под верхнее кольцо залита вставка из износостойкого чугуна

Поршни насосов и компрессоров имеют те же основные элементы.

### Днище

Формы камеры сгорания в поршне дизельного двигателя (показана форсунка и распыл)

Его форма зависит от типа двигателя, смесеобразования, расположения свечей, форсунок, клапанов, метода организации газообмена в цилиндре. Вогнутое днище поршня образует компактную форму камеры сгорания (дизеля, бензиновые с высокой степенью сжатия и хорошей топливной экономичностью), однако при этом есть склонность к образованию нагара. При выпуклой форме днища увеличивается прочность поршня, однако камера сгорания приобретает линзовидную форму, что увеличивает теплоотдачу. Однако в искровых ДВС увеличение теплоотдачи может позволить увеличить допустимую степень сжатия, что частично компенсирует потери. Плоское днище — промежуточное по форме, и самое простое в изготовлении — популярно в бензиновых ДВС и вихрекамерных/предкамерных дизелях. В устаревших двухтактных ДВС днище имело выступ-дефлектор для отклонения горючей смеси при продувке и уменьшения её выброса. В дизелях с объёмным смесеобразованием форма днища обеспечивает подачу топлива в объём воздуха, с плёночным — большая часть топлива подаётся на стенку поршня (распространение в последние годы системы впрыска Common rail решило спор о смесеобразовании в автомобильных дизелях в пользу объёмного).
Жаровым поясом называют расстояние от канавки верхнего кольца до днища поршня. При увеличении его высоты облегчаются работа верхнего кольца, но растёт масса поршня и увеличиваются выбросы углеводородов. Уменьшение высоты жарового пояса ниже допустимого влечёт прогар поршня и/или разрушение области верхнего кольца. Поршни дизелей при равных диаметрах имеют большую высоту жарового пояса, тяжелее и прочнее бензинового по причине больших давлений сжатия и сгорания, и теплоотдачи с днища.
Уплотняющая часть поршня имеет важнейшее значение для работы поршневых ДВС, их состояние определяют по компрессии и угару масла, зависящих от состояния поршневой группы. В автомобильных ДВС угар масла не должен превышать 1—3 % от расхода топлива. В современных бензиновых моторах этот процент ещё меньше, в устаревших моделях дизелей — 5 % и выше. Разброс величины компрессии по цилиндрам обычно не должен превышать 0,5 кгс/см2 у бензиновых ДВС и 1 кгс/см2 у дизельных. При превышении угара масла двигатель выходит за пределы разрешённых выбросов, наблюдаются отказы свечей, осмоление форсунок, залегание колец, и потому он должен быть снят с эксплуатации.
Поскольку поршни насосов и компрессоров не должны образовывать одну из стенок камеры сгорания и обеспечивать турбулизацию заряда и правильное распыление топлива, то имеют простое плоское днище, а жаровый пояс в их конструкции не предусмотрен.

### Уплотняющая часть
Поршень имеет установленные в канавках компрессионные и маслосъёмные кольца. Типичное количество колец на автомобильных моторах — 3, ранее применялись конструкции с 4—6 кольцами. На тихоходных двигателях колец больше для уменьшения пропуска масла и газов, улучшения охлаждения поршня. Уменьшение числа и высоты колец снижает потери на трение, а сохранение уплотнения достигается надёжным их прилеганием и износостойкостью. Канавки маслосъёмных колец имеют радиальные отверстия для возврата масла в поддон. По мере износа колец зазор их стыках и канавках растёт, увеличивается угар масла. В силуминовых поршнях могут заливать вставку из жаростойкого чугуна (нирезиста) под верхнее кольцо, что увеличивает ресурс канавки и кольца. Такая вставка является и термокомпенсирующей, уменьшая тепловое расширение (см. верхнее фото).
Диаметр уплотняющей части меньше, чем в районе юбки, так как нагрев этой части поршня выше. Чтобы избежать задира с последующим заклиниванием колец в своих канавках, жаровый пояс имеет ещё меньший диаметр. Уплотняющая часть имеет в сечении круглый диаметр, а не овальный, как юбка. Жаровый пояс часто имеет неглубокие проточки, увеличивающие теплоотдачу в поршень до кольца. Тем самым, высота пояса может быть уменьшена.
Решающее значение для уплотнения поршня имеет качество колец: хорошее прилегание к зеркалу без просветов, чистота обработки по наружному диаметру и высоте, зазор в замке, и покрытие колец износостойкими материалами. Чугунные маслосъёмные кольца надёжнее составных, потому что вероятность ошибок при их установке меньше. В автомобильных ДВС до 80 % тепла отводится от поршня через кольца, поэтому при плохом прилегании колец отвод тепла идёт через юбку поршня, а при росте её температуры неизбежен задир. Из-за этого на обкатке двигателя ограничивают его мощность. Непритёртые кольца перегреваются и сами и потому «садятся» — упругость их уменьшается, вслед за этим быстро растёт пропуск газов в картер, выброс масла, и т. д. При перегреве возможно смыкание стыков, ведущее к поломке колец, и даже обрыву поршня по канавке кольца. Теплоотдача от поршня достигает расчётной, когда сотрутся следы хона в цилиндре, и притрутся кольца.

### Направляющая часть
В тронковых двигателях направляющей частью поршня является юбка (тронк). Бобышки юбки передают большие нагрузки от газовых и инерционных сил, поэтому соединены литыми рёбрами с днищем поршня (в штампованых поршнях вместо рёбер, которые нельзя получить штамповкой, имеется массивное соединение с днищем). В районе бобышек формируют литьём или фрезеруют снаружи прямоугольные углубления, называемые условно «холодильниками». На деле, эти так называемые «холодильники» снижают массу благодаря укорочению поршневого пальца и передаче газовых сил ближе к оси шатуна, что разгружает днище поршня. Чтобы сократить тепловой зазор без риска задира, юбку поршня в плоскости, перпендикулярной оси симметрии изготовляют овальной (зазор в плоскости качания шатуна минимальный, а по оси поршневого пальца больше на 0,5—1,5 мм), а в плоскости, проходящей через ось симметрии — бочкообразной. Обычно кольца располагают в головке поршня, но последнее маслосъёмное кольцо может быть расположено и ниже оси пальца, в юбке. В зависимости от способа фиксации поршневого пальца, на поршне могут быть выполнены канавки под стопорные кольца.
Большинство поршней имеют смещение оси поршневого пальца, чтобы уравнять боковые давления на юбку на сжатии и рабочем ходе (когда давление выше) поршня. Поэтому поршень монтируется не произвольно, а по метке (обычно надписью на холодильнике либо стрелкой на днище в сторону свободного конца коленвала).

## Материалы
Требования к материалу поршней:
- высокая механическая прочность;[31]
- малая плотность;
- теплостойкость, в том числе термоциклическая;
- хорошая теплопроводность (важнее в искровых ДВС);
- малый коэффициент линейного расширения (оптимально — совпадающий с таковым у гильзы);
- высокая коррозионная стойкость (для дизелей — стойкость к серосодержащим газам);
- хорошие антифрикционные свойства, обеспечивающие ресурс;
- для поршней в жидкостных насосах — коррозионная/химическая стойкость;
- умеренная цена.

Не существует материала, оптимального по всем этим требованиям. Для изготовления автомобильных поршней в настоящее время применяются серый чугун и алюминиевые сплавы типа Al-Si. В мощных дизелях с большим ресурсом, многотопливных (включая работающие на растительных маслах) применяют составные поршни — днище и уплотняющая часть из жаропрочной стали, тронк из чугуна или силумина. Существуют автомобильные поршни с покрытием керамикой, поршни из жаропрочных сплавов (двигатели Стирлинга), проводились эксперименты с пластмассовыми поршнями, покрытыми керамикой, и т. д.

### Чугун
Достоинства
- Чугун дешевле других материалов;
- Чугунные поршни прочнее, жаростойки и износостойки, имеют антифрикционные свойства;
- Благодаря малому температурному коэффициенту расширения уменьшается зазор по юбке;
- Легче других материалов противостоит трению при граничных условиях смазки[32].

Недостатки
- Большой удельный вес. Поэтому чугунные поршни применяют в тихоходных двигателях, где газовые силы значительно больше инерционных, и этот недостаток нивелируется;
- Низкая теплопроводность, из-за чего нагрев днища поршней достигает 350—400 °C. Это недопустимо в бензиновых двигателях, так как он может привести к возникновению калильного зажигания. Коэффициент наполнения при этом также снижается[18].

### Алюминиевый сплав
Подавляющее большинство современных автомобильных двигателей имеют силуминовые поршни с содержанием кремния 13 % и более, то есть заэвтектоидные сплавы типа АК-4, АК-18, АК-6. Ранее применялись сплавы АЛ1, АК2, имеющие меньшее содержание кремния. Контрафактные поршни часто изготовлялись из обычного алюминия Ресурс поршней с недостаточным количеством кремния резко снижен, причём из-за повышенного коэффициента теплового расширения происходит задир ещё на обкатке. Чем выше содержание кремния, тем больше ресурс поршня, но пластичность сплава меньше. Силуминовые поршни для облегчения приработки обычно электролитически покрывают оловом. Поршень может быть получен отливкой либо штамповкой, оба варианта имеют свои плюсы и минусы.
Литые поршни часто изготовляют из доэвтектоидных сплавов, упрощающих литьё, а тепловое расширение юбки ограничивают в этом случае вставкой. При штамповке поршня закладка термовставок невозможна, потому ограничить их тепловое расширение можно лишь достаточным содержанием кремния. Следовательно, штампованные (называемые иногда коваными) поршни из высококремнистого заэвтектоидного сплава должны быть более износостойки, чем литые. Так, термостойкость штампованных поршней в 3 раза выше, чем у литых.
Достоинства силумина
- малая масса (как минимум на 30 % меньше по сравнению с чугунными);
- высокая теплопроводность (в 3—4 раза выше теплопроводности чугуна), обеспечивающая нагрев днища поршня не более 250 °C, что увеличивает коэффициент наполнения и позволяет повысить степень сжатия в бензиновых двигателях[40];

Недостатки
- больший коэффициент линейного расширения, чем у чугуна;
- меньшая твёрдость и износостойкость поршневых канавок;
- значительное снижение прочности при нагреве (повышение температуры до 300 °C приводит к снижению механической прочности алюминия на 50—55 % против 10 % у чугуна).

Недопустимые для нормальной работы двигателя зазоры между стенками цилиндров и силуминовыми поршнями устраняются конструктивными мероприятиями:
- придание юбке поршня в овально-бочкообразной или овально-конусной формы;
- изоляция тронковой (направляющей) части поршня кольцом от наиболее нагретой его части (головки) в составных поршнях;
- косой разрез юбки по всей длине, обеспечивающий пружинящие свойства стенок (тихоходные ДВС)[41];
- Т- и П-образные прорези в юбке поршня не на полную её длину в сочетании с её овальностью (тихоходные ДВС)[42];
- компенсационные вставки из инвара, уменьшающие тепловое расширение;
- повышение содержания кремния в материале поршня (минусом является резкое снижение ресурса отливочных форм)[43].

### Составные поршни — головка из жаропрочной стали
Применяются обычно в дизелях среднего или крупного размера, а также во всех дизелях, работающих на растительных маслах в качестве топлива. Юбка обычно из серого чугуна, либо алюминиевого сплава. Преимущества — уменьшение теплоотдачи в поршень, то есть повышение индикаторного КПД, максимальный ресурс, возможность использования различных топлив. Недостатки — более высокая цена, вес, применение только в дизельном цикле, более дорогие поршневые кольца, стойкие к особо высоким температурам, большие осевые размеры поршня, необходимость увеличения противовесов, удлинение гильзы с ростом габаритов двигателя и его массы. В крупноразмерных двигателях, таких как тепловозные и главные судовые, работающие на полной мощности с высоким давлением наддува по двухтактному циклу, невозможно добиться нужного ресурса (30 000 часов и более) с чисто чугунными или силуминовыми поршнями. Головка из жаропрочной стали (типа 20Х3МВФ или подобной) обеспечивает ресурс колец и их канавок, направляющая же должна быть выполнена из антифрикционного материала — чугуна или силумина. Эти части стягиваются болтами, задача соединения поршня облегчается тем обстоятельством, что для средне- и малооборотных дизелей газовые силы многократно превышают инерционные, и следовательно, сечение таких болтов может быть не очень велико (основное усилие на сжатие, а не разрыв). В малоразмерных дизелях автомобильного класса, имеющие составной поршень, алюминиевая направляющая и уплотняющая стальная его части соединены поршневым пальцем.

## Влияние устройства поршня на параметры поршневого двигателя
Кроме организации смесеобразования и передачи давления газов, определяемые конфигурацией днища поршня, его уплотнительная и направляющая части влияют на такие показатели как ресурс и вредные выбросы. Так, уменьшение высоты жарового пояса сокращает ресурс поршневых колец, но одновременно снижает выбросы несгоревших углеводородов и уменьшает массу поршня.
Конструкция поршня значительно влияет на топливную экономичность. Кроме организации рабочего процесса в камере, часть стенок которой образует поршень, на механические потери влияет высота и количество установленных на нём поршневых колец. Таким образом, из соображений экономичности их число и высота поршневых колец должны быть минимальными, обеспечивающими уплотнение в течение выбранного ресурса двигателя, охлаждение поршня во таких случаях (поскольку отдача тепла через кольца уменьшается) организуют подачей масла форсунками. Для уменьшения трения поршня, а значит — улучшения топливной экономичности — применяют покрытие юбки материалами с низким коэффициентом трения.
Температура днища поршня определяет максимально допустимую степень сжатия, а следовательно — экономичность ДВС. Именно поэтому для повышения экономичности бензиновых ДВС в них применяются исключительно поршни из алюминиевого сплава, хорошо отводящие теплоту.
Масса поршня является очень существенным фактором, влияющим на массогабаритные показатели двигателя, равномерность вращения выходного вала, и уровень его вибраций. Причина в том, что возвратно-поступательно движущийся поршень передаёт инерционные нагрузки на шатун, отсюда при росте массы поршня требуется усиливать конструкцию шатуна. В свою очередь, приведённая масса кривошипной головки шатуна, определяет необходимую массу противовесов коленчатого вала, а приведённая масса поршневой головки и поршневого комплекта создаёт возмущающие силы I и II порядков, и влияет на размеры маховика.
В результате роста цен на топливо и материалы, для уменьшения массы двигателя, его вибрации, вредных выбросов и механических потерь, конструкцию современного поршня меняют в сторону уменьшения высоты и массы, даже с уменьшением ресурса. Чтобы обеспечить необходимый пробег, поршни имеют высокое содержание кремния, а цилиндры формируют локальным упрочнением или покрытием силуминового блока. При этом удаётся уменьшить тепловой зазор между поршнем и цилиндром, и следовательно, ограничить угловое движение таких низких поршней при перекладке в мёртвых точках.

## Ресурс и отказы поршней
Поршень является одной из самых нагруженных деталей поршневого двигателя, и отказ одного из них требует ремонта. Основными проблемами являются износ и прогар поршня. Износные явления проявляются как увеличение зазора между юбкой и цилиндром, увеличение ширины верхней поршневой канавки, задир юбки, износ поршня в бобышке. Наблюдаются также трещины и разрушение перегородок между кольцами. Для уменьшения износа организуют принудительное (обычно масляное) охлаждение поршня, повышают твёрдость увеличением доли кремния, используют надёжные воздухоочистители для уменьшения истирания, изменяют параметры цикла двигателя для снижения температуры поршня в центре и районе верхнего кольца (напр., увеличивают коэффициент избытка воздуха или увеличивают перекрытие клапанов в наддувных дизелях), применяют вставки под верхнее кольцо, качественные поршневые кольца для хорошего прилегания сразу после обкатки, ускоряют заводскую обкатку применением специальных масел, повышают качество моторных масел для устранения закоксовывания колец и надёжной отдачи тепла от днища, иногда — используют покрытия для поршня или композитные материалы. В японской практике были варианты пластмассовых поршней с покрытием керамикой. Для продления ресурса применяют антифрикционное покрытие направляющей и даже жаровой поверхности поршня. Ускоренный или аварийный износ контрафактных поршней вызывается нарушением размеров и/или качества поковки/отливки, её материала. Погиб шатуна, перекос гильзы или её посадочного гнезда ведёт к быстрому задиру поршня. Смотря по способу фиксации поршневого пальца, может наблюдаться не только общий, но и неравномерный износ отверстия в бобышке.
Прогар поршня может вызываться конструктивными или эксплуатационными причинами. В первом случае превышена расчётная допустимая температура днища, и все двигатели этой модели будут быстро выходить из строя (возможна другая причина — контрафактные поршни: они не могут выдержать нагрузок). Для устранения опасности прогара в этих случаях применяют снижение механических напряжений и температуры поршня (увеличение оребрения, охлаждение, снижение теплоотдачи в поршень изменением параметров цикла). Для снижения температуры сгорания может применяться даже подача воды в цилиндр.
Эксплуатационными причинами прогара могут быть: нарушение угла опережения впрыска/зажигания, отказ (заклинивание) форсунки, детонация (бензиновые), чрезмерная форсировка, общий перегрев из-за отказа термостата, потери тосола, зажатых клапанов, бензина с низким октановым числом, вызывающим детонацию, длительное калильное зажигание. Это приводит к превышению температуры днища, трещинам, и возможному прогару. При детонационном сгорании, кроме того, может возникать выкрашивание поверхности, ведущее к дальнейшему её развитию, прогару поршня или вылому перегородок между кольцами, поломке колец. Следовательно, необходимо соблюдать инструкцию — применять нужное топливо, правильно выставлять угол опережения зажигания/впрыска, немедленно прекращать работу неисправного дизеля со стучащей форсункой, или перегретого мотора.